# Комисия за енергийно и водно регулиране
Комисия за енергийно и водно регулиране (съкратено КЕВР) е независим специализиран държавен орган на Република България, регулатор на два сектора: енергетика и водоснабдяване.

## История
Създадена е с Постановление 181 на Министерския съвет през 1999 г. на основание Закона за енергетиката и енергийната ефективност (по-късно Закон за енергетиката) - Държавна комисия за енергийно регулиране (ДКЕР). През 2005 г. с приемането на Закона за регулиране на водоснабдителните и канализационните услуги комисията е трансформирана в Държавна комисия за енергийно и водно регулиране.
През 2015 г. ДКЕВР е преименувана на КЕВР – „Комисия за енергийно и водно регулиране“.

## Структура
До 2015 г. Комисията се състои от седем члена, които се избират и освобождават с решение на Министерския съвет и се назначават със заповед на министър-председателя. Мандатът на членовете на КЕВР е 5 години с право на не повече от два пълни последователни мандата. КЕВР се обновява през две години и половина по отношение на двама от членовете със стаж в енергетиката и по отношение на един от членовете със стаж в областта на водоснабдяването и канализацията. Това правило не се прилага за председателя на КЕВР.
КЕВР се подпомага от администрация, в която са обособени отдели в съответствие с различните сектори за регулиране – електроенергетика, топлоенергетика, газоснабдяване, водоснабдителни и канализационни услуги, икономически анализи и работа с потребителите.
От 2015 Комисията се състои от девет члена, избирани пряко от Народното събрание.
На 2 април 2015 за първи път е избран съставът на КЕВР от НС.
За председател е избран кандидатурата на РБ Иван Николаев Иванов, който е бивш народен представител в четири последователни мандата – от 1997 до 2013.

## Функции
Комисията има правомощия по издаването на лицензи за производство, пренос, разпределение и търговия с електрическа и топлинна енергия; контролира механизмите за ценообразуване на електроенергията в договорите за дългосрочното ѝ изкупуване между производителите и обществения доставчик НЕК; приема правила за търговия с електрическа енергия и с природен газ, както и технически правила за съответните мрежи и системи.
КЕВР има правомощия по регулиране на дейността на независимите оператори на електроснабдителната мрежа (ЕСО) и на газопреносните мрежи, както и на дейностите в областта на водоснабдяването и канализацията.